# Erythrococca pallidifolia
Erythrococca pallidifolia là một loài thực vật có hoa trong họ Đại kích. Loài này được (Pax & K.Hoffm.) Keay mô tả khoa học đầu tiên năm 1955.